# Liste österreichischer Schachspieler
Die Liste österreichischer Schachspieler enthält Schachspieler, die für den österreichischen Schachverband spielberechtigt sind oder waren und mindestens eine der folgenden Bedingungen erfüllen:
- Träger einer der folgenden FIDE-Titel: Großmeister, Ehren-Großmeister, Internationaler Meister, Großmeisterin der Frauen, Ehren-Großmeisterin der Frauen, Internationale Meisterin der Frauen;
- Träger einer der folgenden ICCF-Titel: Großmeister, Verdienter Internationaler Meister, Internationaler Meister, Großmeisterin der Frauen, Internationale Meisterin der Frauen;
- Gewinn einer nationalen Einzelmeisterschaft.

## A
Adolf Albin (1848–1920), historischer Schachmeister
Max Aigmüller (1929–1996), Internationaler Fernschachmeister
Kirill Alexejenko (* 1997), Großmeister
Johann Baptist Allgaier (1763–1823), historischer Schachmeister
Aco Alvir (* 1961), Internationaler Meister
Valery Atlas (* 1968), Internationaler Meister
Franz Auer (1918–1983), Staatsmeister

## B
Ilija Balinow (* 1966), Großmeister
Valentin Baidetskyi (* 2002), Internationaler Meister
Johann Hermann Bauer (1861–1891), historischer Schachmeister
Siegfried Baumegger (* 1972), Internationaler Meister, Staatsmeister
Albert Becker (1896–1984), Internationaler Meister
Waleri Beim (* 1950), Großmeister
Alfred Beni (1923–1995), Internationaler Meister
Johann Berger (1845–1933), historischer Schachmeister
Siegmund Beutum (1890–1966), historischer Schachmeister
Felix Blohberger (* 2002), Großmeister
Jutta Borek (* 1964), Staatsmeisterin
Egon Brestian (* 1964), Internationaler Meister, Staatsmeister

## C
Harald Casagrande (* 1968), Internationaler Meister

## D

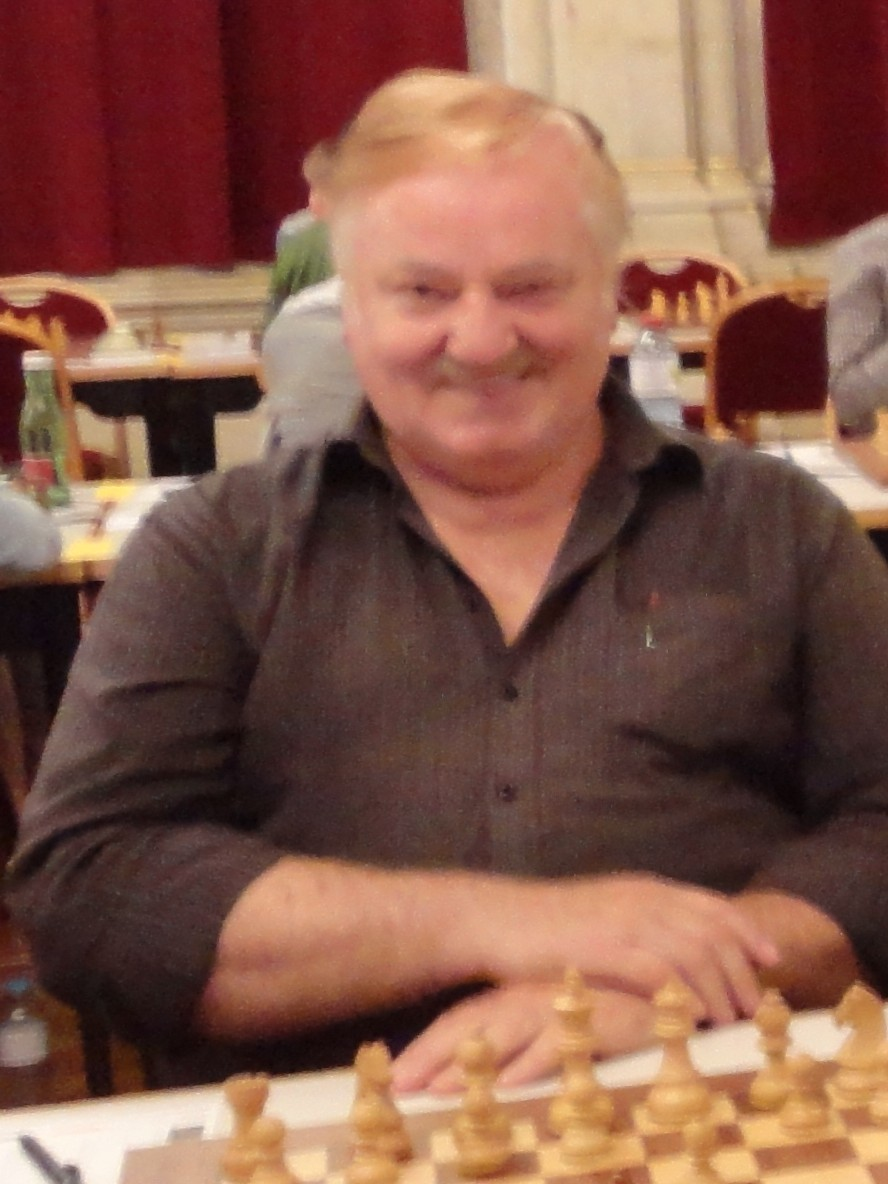
Georg Danner, 2015 in Wien

Georg Danner (1946–2021), Internationaler Meister
Andreas Diermair (* 1986), Großmeister, Staatsmeister
Ivo Donev (* 1959), Internationaler Meister
Valentin Dragnev (* 1999), Großmeister, Staatsmeister
Andreas Dückstein (1927–2024), Internationaler Meister, Staatsmeister
Arne Dür (* 1959), Internationaler Meister

## E
Erich Eliskases (1913–1997), Großmeister
Berthold Englisch (1851–1897), historischer Schachmeister
Veronika Exler (* 1990), Internationale Meisterin der Frauen

## F
Ernst Falkbeer (1819–1885), historischer Schachmeister
Alexander Fauland (* 1964), Internationaler Meister, Staatsmeister
Ursula Fraunschiel (* 1968), Staatsmeisterin
Manfred Freitag (* 1969), Internationaler Meister
Georg Fröwis (* 1990), Internationaler Meister, Staatsmeister

## G
Radosław Gajek (* 1998), Internationaler Meister
Karl Galia (* 1916), Staatsmeister
Guntram Gärtner (* 1963), Internationaler Meister
Hannes Ganaus (* 1970), Internationaler Meister
Hans Geiger (1899–1972), Leiter des Österreichischen Schachverbandes
Oscar Gelbfuhs (1852–1877), historischer Schachmeister
Josef Giselbrecht (1928–1994), Internationaler Fernschachmeister
Eduard Glass (1902–1981), historischer Schachmeister
Vincenz Grimm (1800–1872), historischer Schachmeister
Harald Grötz (* 1978), Internationaler Meister
Theodor Gruber, historischer Meister
Ernst Grünfeld (1893–1962), Großmeister

## H
Georg Halvax (* 1993), Internationaler Meister
Tunç Hamarat (* 1946), Fernschachweltmeister
Carl Hamppe (1814–1876), historischer Schachmeister
Lukas Handler (* 1994), Internationaler Meister
Manfred Hangweyrer (* 1962), Internationaler Meister
Elisabeth Hapala (* 1994), Staatsmeisterin
Gisela Harum (1903–1995), historische Meisterin
Alfreda Hausner (1927–2019), Staatsmeisterin
Margit Hennings (* 1943), Staatsmeisterin
Adolf Herzog (* 1953), Staatsmeister
Franz Hölzl (* 1946), Internationaler Meister, Staatsmeister
Baldur Hönlinger (1905–1990), historischer Schachmeister
Dominik Horvath (* 2003), Großmeister
Maria Horvath (* 1963), Staatsmeisterin
Martin Christian Huber (* 1998), Internationaler Meister

## J
Karl Janetschek (1940–2020), Staatsmeister

## K

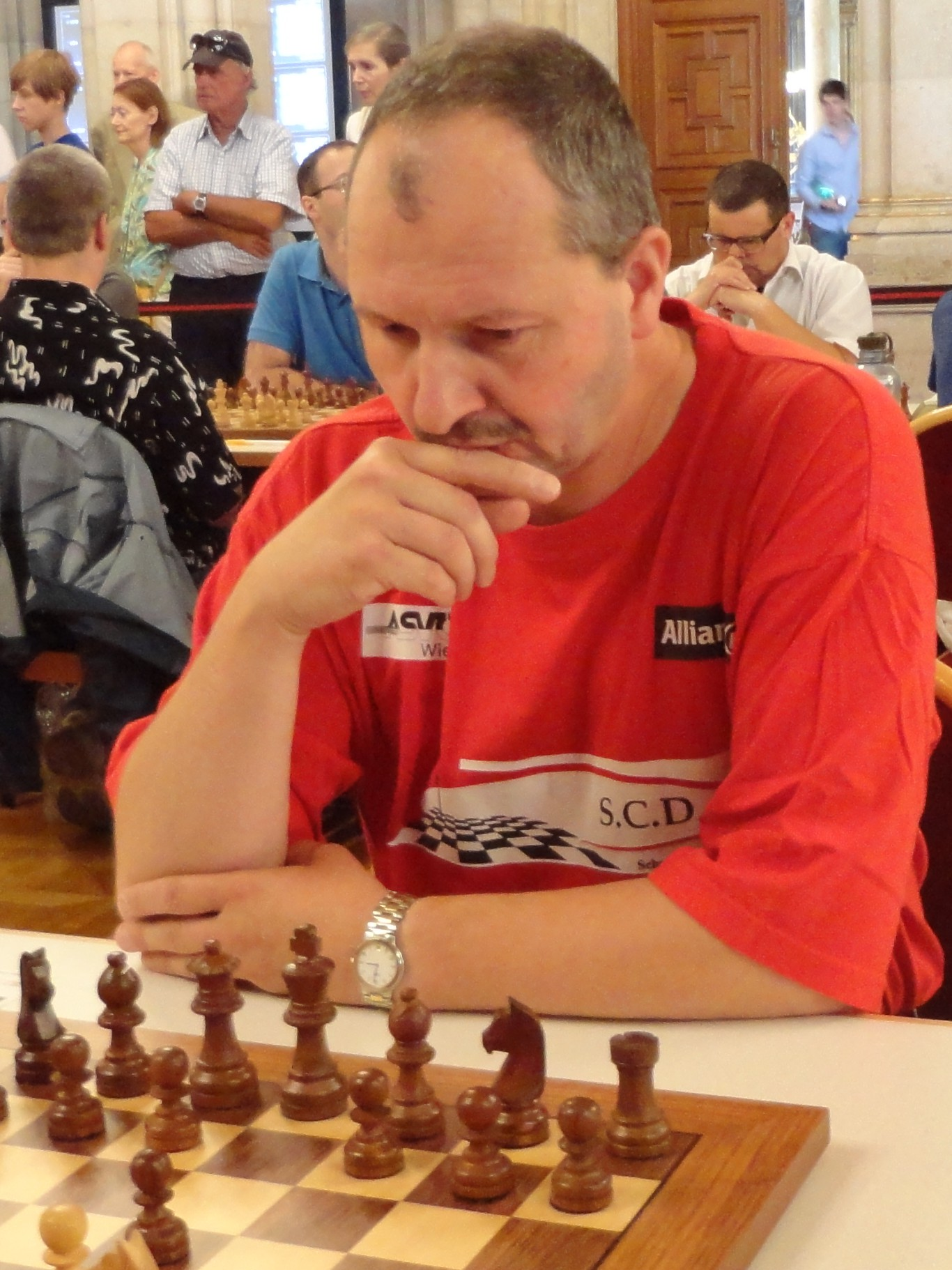
Helmut Kummer, Wien 2015

Kurt Kaliwoda (1914–1999), Internationaler Fernschachmeister
Oskar Kallinger (1925–1999), Internationaler Fernschachmeister
Paula Kalmar-Wolf (1880–1931), historische Meisterin
Inge Kattinger (1910–2003), Staatsmeisterin
Arthur Kaufmann (1872–1938), historischer Schachmeister
Luca Kessler (* 1997), Internationaler Meister
Georg Kilgus (* 1976), Internationaler Meister
Stefan Kindermann (* 1959), Großmeister
Anton Kinzel (* 1921), historischer Meister
Ernst Ludwig Klein (1910–1990), historischer Meister, britischer Meister
Josef Klinger (* 1967), Großmeister, Staatsmeister
Hans Kmoch (1894–1973), Internationaler Meister
Hermann Knoll (* 1971), Internationaler Meister
Ignaz von Kolisch (1837–1889), historischer Schachmeister
Margit Krasser (1955–2022), Staatsmeisterin
Josef Krejcik (1885–1957), Schachmeister, -funktionär und -komponist
Robert Kreisl (* 1986), Internationaler Meister
Günter Kuba (* 1979), Internationaler Meister
Helmut Kummer (* 1965), Internationaler Meister

## L
Hans Lambert (* 1928), historischer Meister
Oliver Lehner (* 1975), Internationaler Meister
Walter Leinweber, Staatsmeister
Reinhard Lendwai (* 1966), Internationaler Meister, Staatsmeister
Leopold Lenner, Staatsmeister
Bernhard Lichtenstein (* 1884; † ?), historischer Meister
Josef Lokvenc (1899–1974), Internationaler Meister, Staatsmeister
Leopold Löwy (* 1871; † ?), historischer Meister

## M
Khaled Mahdy (* 1958), Internationaler Meister
Georg Marco (1863–1923), historischer Schachmeister
Philipp Meitner (1839–1910), historischer Schachmeister
Christoph Menezes (* 1996), Internationaler Meister
Florian Mesaros (* 2000), Internationaler Meister
Günter Miniböck (* 1961), Internationaler Meister
Helene Mira (* 1954), Internationale Meisterin, Staatsmeisterin
Eva Moser (1982–2019), Großmeister der Frauen und Internationaler Meister der Männer, Staatsmeisterin der Männer und Frauen
Christian Muck (* 1964), Fernschachgroßmeister
Hans Müller (1896–1971), Internationaler Meister

## N
Martin Neubauer (* 1973), Internationaler Meister
Augustin Neumann (1879–1906), historischer Schachmeister
Katharina Newrkla (* 1992), Internationale Meisterin der Frauen, Staatsmeisterin der Frauen
Milan Novkovic (* 1966), Internationaler Meister

## P
Rudolf Palme (1910–2005), Internationaler Meister, Staatsmeister
Helmut Payrits (1939–2008), Liechtensteinischer Landesmeister
Julius Perlis (1880–1913), historischer Schachmeister
Herwig Pilaj (* 1981), Internationaler Meister
Walter Pils (* 1948), Internationaler Meister
Josef Platt, Staatsmeister
Fabian Platzgummer (* 1991), Internationaler Meister
Adolf Pöhr, (1947–2016) Verdienter Internationaler Meister im Fernschach
Karl Poschauko, Staatsmeister
Florian Pötz (* 1991), Internationaler Meister
Alexander Prameshuber (1926–1983), Staatsmeister

## R
Anna-Christina Ragger (* 1985), Internationale Meisterin der Frauen, Staatsmeisterin
Markus Ragger (* 1988), Großmeister, Staatsmeister
Friedrich Rattinger (* 1950), Fernschachgroßmeister
Salome Reischer (1899–1980), Internationale Meisterin, Staatsmeisterin
Karl Robatsch (1929–2000), Großmeister, Staatsmeister
Karl Röhrl (1941–2016), Staatsmeister
Simon Rubinstein (ca. 1910–1942), historischer Meister

## S
Ida Salzmann, Staatsmeisterin
Wilma Samt, Staatsmeisterin
Mario Schachinger (* 1985), Internationaler Meister, Staatsmeister
Dawit Schengelia (* 1980), Großmeister, Staatsmeister
Carl Schlechter (1874–1918), historischer Meister
Michael Schlosser (* 1968), Internationaler Meister
Anna-Lena Schnegg (* 1998), Staatsmeisterin
Harald Schneider-Zinner (* 1968), Internationaler Meister
Gert Schnider (* 1979), Internationaler Meister
Gertrude Schoißwohl (1920–1997), Fernschachgroßmeister, Staatsmeisterin
Peter Schreiner (* 1992), Internationaler Meister, Staatsmeister
Gerhard Schroll (* 1966), Internationaler Meister
Florian Schwabeneder (* 1992), Internationaler Meister
Christopher Schwarhofer (* 1989), Internationaler Meister
Adolf Schwarz (1836–1910), historischer Meister
Jacques Schwarz (1856–1921), historischer Meister
Michael Schwarz (* 1971), Internationaler Meister
Wilhelm Schwarzbach, Staatsmeister
Christoph Singer (* 1970), Internationaler Meister
Sonja Sommer (* 1975), Staatsmeisterin
Norbert Sommerbauer (* 1969), Internationaler Meister
Rudolf Spielmann (1883–1942), historischer Meister
Nikola Stajcic (* 1949), Internationaler Meister
Nikolaus Stanec (* 1968), Großmeister, Staatsmeister
Ernst Stöckl (1912–2000), historischer Meister
Philipp Strunner, Staatsmeister

## T
Harald Tarnowiecki (* 1943), Fernschachgroßmeister
Sven Teichmeister (* 1940), Fernschachgroßmeister
Barbara Teuschler (* 1984), Staatsmeisterin
Franz Thannhausser (1931–2002), Verdienter Internationaler Fernschachmeister
Regina Theissl-Pokorná (* 1982), Großmeisterin (WGM)
Denise Trippold (* 1998), Staatsmeisterin

## V
Friedrich Karl Volkmann (1971–2024), Internationaler Meister

## W

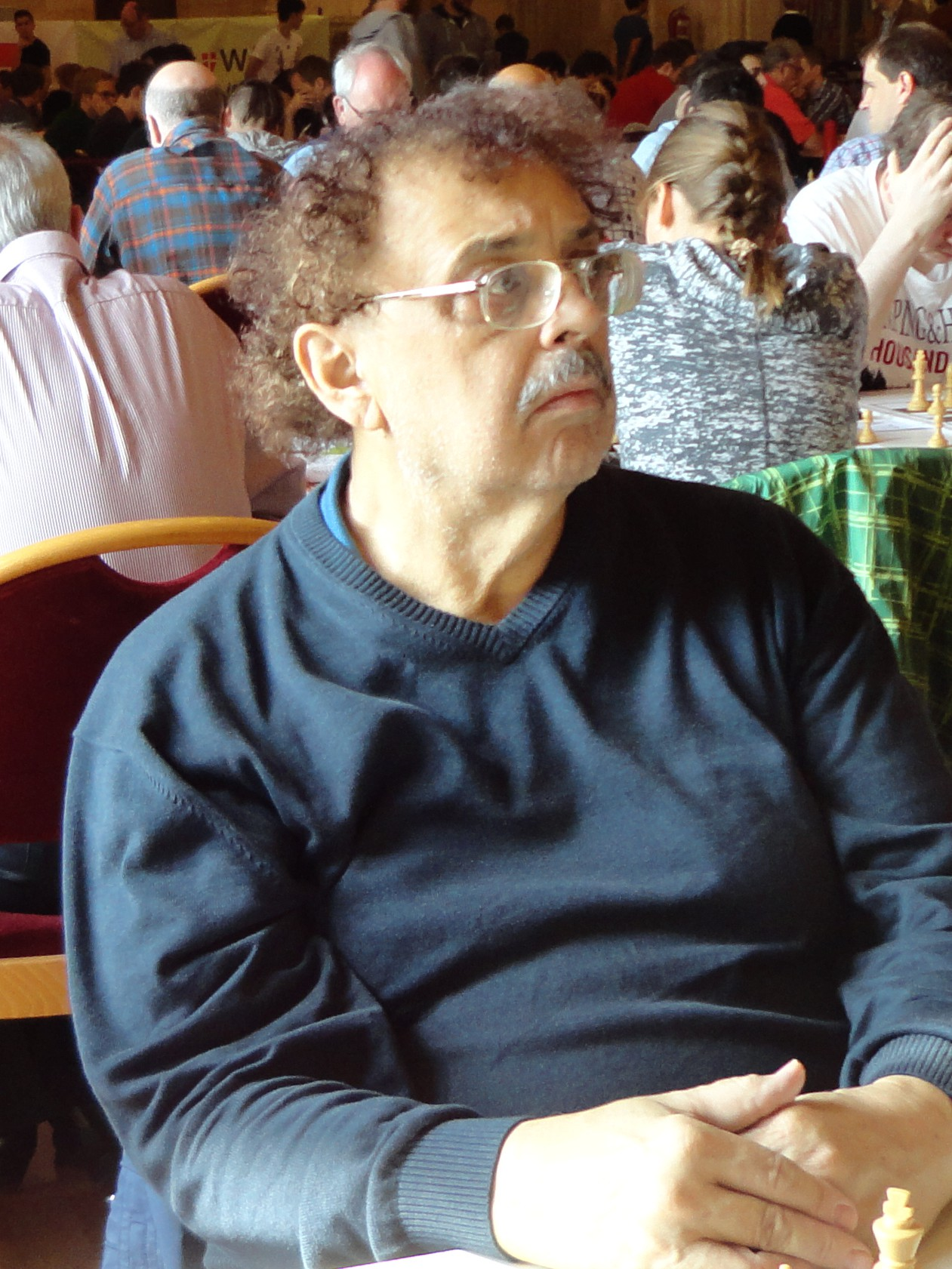
Walter Wittmann, 2015

Markus Wach (* 1964), Internationaler Meister
Gertrude Wagner (1925–2009), Staatsmeisterin
Johann Webersberger (* 1982), Internationaler Meister
Ernst Weinzettl (1959–2022), Internationaler Meister
Wolfgang Weil (* 1912, † 1944 oder 1945), historischer Schachmeister und Nationalspieler
Christian Weiß (* 1973), Internationaler Meister
Miksa Weiß (1857–1927), historischer Schachmeister
Hermine Winninger, Staatsmeisterin
Walter Wittmann (1948–2020), Internationaler Meister
Siegfried Reginald Wolf (1867–1951), historischer Schachmeister

## Z
Berta Zebinger, Staatsmeisterin
Adolf Zinkl, historischer Schachmeister
Wolfgang Zugrav (* 1966), Fernschachgroßmeister